# Philip Kerr

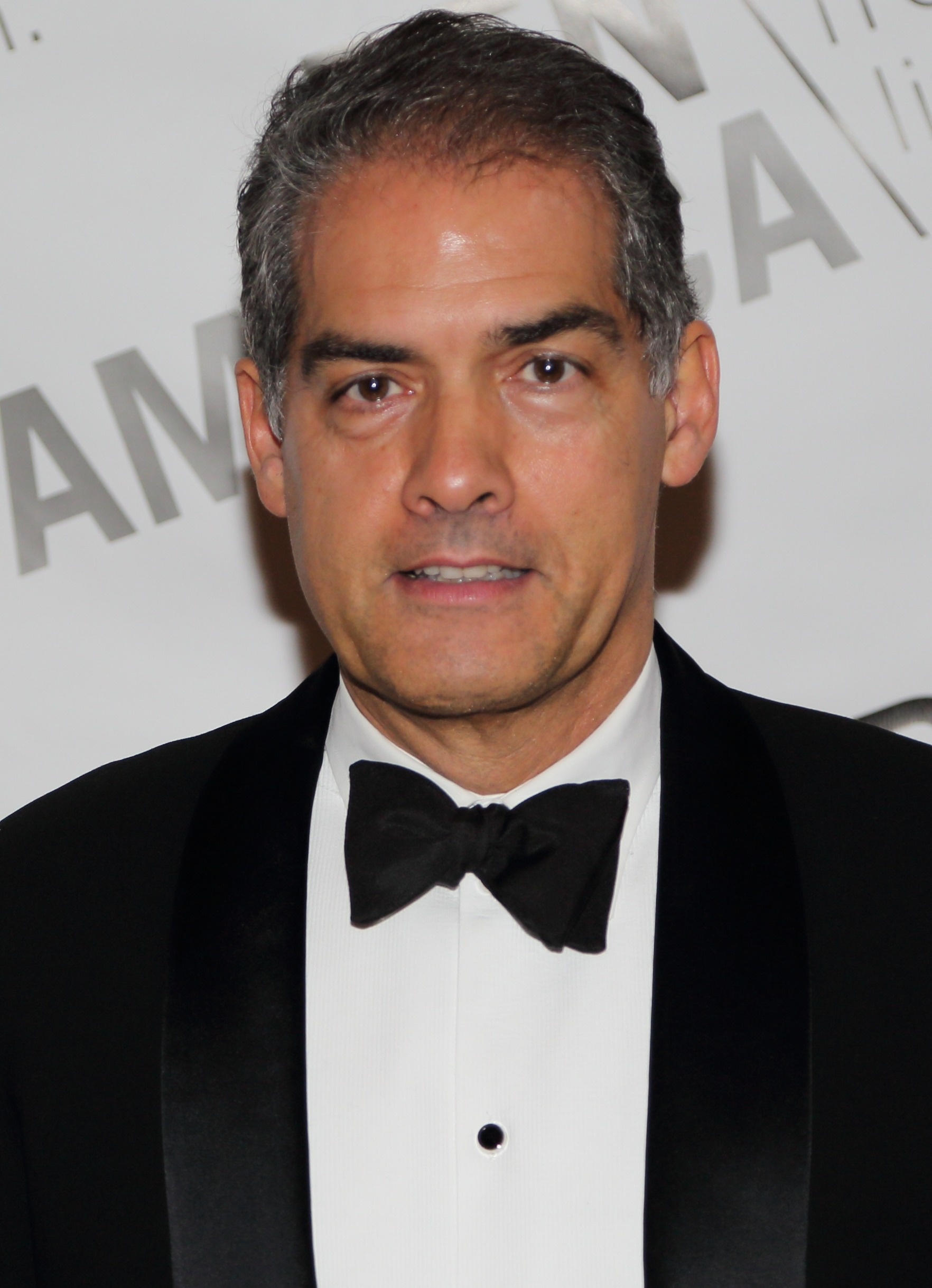
Philip Kerr (2014)

Philip Ballantyne Kerr [ˈkeər, ˈkɜː] (* 22. Februar 1956 in Edinburgh, Schottland; † 23. März 2018 in London) war ein britischer Krimi-, Thriller- und Fantasy-Autor. Für seinen Roman Das Wittgensteinprogramm und seinen High-Tech-Thriller Game Over erhielt er den Deutschen Krimipreis.

## Leben
Kerr studierte Recht und Rechtsphilosophie an der University of Birmingham und arbeitete anschließend in einer Werbeagentur. 1989 erschien sein erster Roman March Violets (deutsch Feuer in Berlin), der in den 1930er Jahren in Berlin spielt, eine Mischung aus historischem Roman und Thriller, der international Anerkennung fand und in Frankreich mit dem Prix du Roman d’Aventures und Prix Mystère de la critique ausgezeichnet wurde. Aus dem Debüt entwickelte sich die Krimitrilogie Berlin Noir um den Privatdetektiv und ehemaligen Kriminaloberkommissar Bernhard Gunther.
Diese Reihe führte Kerr mit den zwischen 2006 und 2009 erschienenen Romanen The One from the Other (deutsch Das Janus-Projekt), A Quiet Flame (deutsch Das letzte Experiment) und If The Dead Rise Not (deutsch Die Adlon-Verschwörung) fort. Mit den in diesen Romanen eingebauten Vorgeschichten erzählen sie das Leben Bernhard Gunthers von 1932 zu seiner Zeit bei der Berliner Kriminalpolizei vor der Machtergreifung der Nazis über seine Flucht auf den Rattenlinien nach Buenos Aires (1952) bis zu seiner Ankunft 1954 auf Kuba. 2010 erschien ein weiterer Band mit dem englischen Titel Field Grey (dt. Mission Walhalla), in dem es den Protagonisten von Kuba in das Grenzdurchgangslager Friedland verschlägt. Das achte Buch der Reihe, das 2011 unter dem Originaltitel Prague Fatale (dt. Böhmisches Blut) erschien, befasst sich überwiegend mit den Ereignissen um das Prager Attentat auf Reinhard Heydrich und ist zwischen 1941 und 1942 angesiedelt. 2013 erschien A Man Without Breath. Hier werden Geschehnisse im Umfeld der Ermittlungen zu den Massengräbern im Wald von Katyn im Jahre 1943 geschildert. In The Lady From Zagreb (2015) lebt Bernie Gunther an der Côte d’Azur und erinnert sich an eine Schauspielerin und damit zusammenhängende Aufträge von Goebbels und Schellenberg in Kroatien und in der Schweiz. 2016 erschien The Other Side Of Silence, und 2017 erschien mit Prussian Blue der zwölfte und 2018 mit Greeks Bearing Gifts der dreizehnte Roman. 2019 ist posthum der vierzehnte Band der Reihe, Metropolis, erschienen, den der Autor vor seinem Tod Anfang 2018 noch vollenden konnte. Sie ist ein Prequel und erzählt vom jüngeren Bernhard Gunther bei der Kripo Berlin um 1928.
Verschiedene der als Nebenpersonen in den Handlungen der Romane um Bernhard Gunther auftretenden Personen sind nicht fiktiv, so etwa Ernst Gennat und Bernhard Weiß, Joseph Goebbels, Reinhard Heydrich, Adolf Eichmann, Horst Carlos Fuldner, Josef Mengele sowie Eva und Juan Perón oder Erich Mielke.
Seit 2004 schrieb er als P. B. Kerr an der Fantasy-Jugendbuch-Serie Children of the Lamp über die zu Beginn zwölfjährigen magischen Zwillinge John und Philippa Gaunt aus New York, die durch allerlei merkwürdige Ereignisse erkennen, dass sie keineswegs normale Kinder sind, sondern Nachfahren der Dschinn, „Kinder der Lampe“, wie die Geister aus Tausendundeiner Nacht.
2009 kam das Buch Geheimmission Mond auf den Markt.
Kerr lebte mit seiner Frau, der Schriftstellerin Jane Thynne, und seinen drei Kindern in London, wo er am 23. März 2018 62-jährig an Blasenkrebs starb.

## Auszeichnungen
- 1993: Prix du Roman d’Aventures für L’été de cristal (dt. Feuer in Berlin)
- 1994: Prix Mystère de la critique in der Kategorie International für L’été de cristal (dt. Feuer in Berlin)
- 1995: Deutscher Krimipreis in der Kategorie International für Das Wittgenstein-Programm
- 1995: Bad Sex in Fiction Award für Gridiron (dt. Game Over)
- 1997: Deutscher Krimipreis in der Kategorie International für Game Over
- 2009: Prix du polar européen für La mort, entre autres (dt. Das Janusprojekt)
- 2009: Premio Internacional de Novela Negra RBA für If the Dead Rise Not (dt. Die Adlon-Verschwörung)
- 2009: Dagger Award in der Kategorie Bester historischer Kriminalroman für If the Dead Rise Not (dt. Die Adlon-Verschwörung)
- 2010: Barry Award in der Kategorie Bester britischer Kriminalroman für If the Dead Rise Not (dt. Die Adlon-Verschwörung)
- 2014: Palle-Rosenkrantz-Preis für En mand uden åndedræt (dt. Wolfshunger)

## Werke (Auswahl)

### Als Philip Kerr
Bernhard-Gunther-Reihe
- Berlin Noir. Penguin Books, London 1993, ISBN 0-14-023170-6 (Inhalt: March Violet, The pale criminal und A German Requiem).
  - Die Berlin-Trilogie. Rowohlt, Reinbek 2007, ISBN 978-3-499-24465-0 (Inhalt: Feuer in Berlin, Im Sog der dunklen Mächte und Alte Freunde, neue Feinde).
- Bd. 1 – March Violets. Penguin Books, London 1989, ISBN 0-14-011466-1.
  - Feuer in Berlin. Ein Fall für Bernhard Gunther. Rowohlt, Reinbek 1995, ISBN 3-499-22827-0.
- Bd. 2 – The Pale Criminal. Penguin Books, London 1990, ISBN 0-14-011467-X.
  - Im Sog der dunklen Mächte. Ein Fall für Bernhard Gunther. Rowohlt, Reinbek 1995, ISBN 3-499-22828-9.
- Bd. 3 – A German Requiem. Penguin Books, London 1991, ISBN 0-14-200402-2.
  - Alte Freunde, neue Feinde. Ein Fall für Bernhard Gunther. Rowohlt, Reinbek 1996, ISBN 3-499-22829-7.
- Bd. 4 – The One from the Other. Quercus Press, London 2006, ISBN 978-1-84724-292-1.
  - Das Janusprojekt. Rowohlt, Reinbek 2007, ISBN 978-3-499-24607-4.
- Bd. 5 – A Quiet Flame. Quercus Press, London 2009, ISBN 978-1-84724-558-8.
  - Das letzte Experiment. Wunderlich, Reinbek 2009, ISBN 978-3-8052-0869-7.
- Bd. 6 – If The Dead Rise Not. Quercus Press, London 2010, ISBN 978-1-84916-193-0.
  - Die Adlon-Verschwörung. Rowohlt, Reinbek 2011, ISBN 978-3-499-25378-2.
- Bd. 7 – Field Grey. Quercus Press, London 2011, ISBN 978-0-85738-407-2.
  - Mission Walhalla. Rowohlt, Reinbek 2011, ISBN 978-3-499-25702-5.
- Bd. 8 – Prague Fatale. Quercus Press, London 2011, ISBN 978-1-84916-416-0.
  - Böhmisches Blut. Wunderlich 2014, ISBN 978-3-8052-5042-9.
- Bd. 9 – A Man without Breath. Quercus Press, London 2013, ISBN 978-1-78087-624-5.
  - Wolfshunger. Wunderlich 2014, ISBN 978-3-644-21471-2.
- Bd. 10 – The Lady From Zagreb. Quercus Press, London 2015. ISBN 978-1-78206-582-1.
  - Operation Zagreb. Wunderlich 2017, ISBN 978-3-8052-5103-7.
- Bd. 11 – The Other Side of Silence. Quercus Press, London 2016.
  - Kalter Frieden. Wunderlich 2018, ISBN 978-3-8052-0330-2.
- Bd. 12 – Prussian Blue. Quercus Press, London 2017, ISBN 978-1-78429-648-3.
  - Berliner Blau, Wunderlich 2019, ISBN 978-3-8052-0329-6
- Bd. 13 – Greeks Bearing Gifts. Quercus Press, London 2018. ISBN 978-1-78429-652-0.
  - Trojanische Pferde, Wunderlich 2020, ISBN 978-3-8052-0046-2
- Bd. 14 – Metropolis. Quercus Press, London 2019.
  - Metropolis, Wunderlich 2021, ISBN 978-3-8052-0047-9

Scott-Manson-Reihe
- Bd. 1 – January Window. Head of Zeus Ltd., London 2014, ISBN 1-78408-154-X.
  - Der Wintertransfer. Tropen, 2015, ISBN 978-3-608-50138-4.
- Bd. 2 – Hand of God. Head of Zeus Ltd., London 2015.
  - Die Hand Gottes. Tropen, 2016, ISBN 978-3-608-50139-1.
- Bd. 3 – The False Nine. Head of Zeus Ltd., London 2015.
  - Die falsche Neun. Tropen, 2016, ISBN 978-3-608-50219-0.

Weitere Bücher
- A Philosophical Investigation. Random House, London 1992, ISBN 0-09-917821-4.
  - Das Wittgensteinprogramm. Rowohlt, Reinbek 1994, ISBN 978-3-499-25312-6.
- Dead Meat. Vintage Press, London 1993, ISBN 0-09-977271-X.
  - Gesetze der Gier. Rowohlt, Reinbek 1994, ISBN 3-499-23145-X.
- Gridiron. Vintage Press, London 1995, ISBN 0-09-959431-5.
  - Game over. Wunderlich, Reinbek 1996, ISBN 3-499-26439-0.
- Esau. Vintage Press, London 1997, ISBN 0-09-975601-3.
  - Esau. Rowohlt, Reinbek 1997, ISBN 3-499-26379-3.
  - Esau. Hörspiel. Der Hörverlag, München 1999, ISBN 3-89584-870-0. (2 CDs, gelesen von Nina Petri, Elmar Wepper u. a.)
- A Five Year Plan. Arrow Books, London 1998, ISBN 0-09-925718-1.
  - Der Plan, Rowohlt, Reinbek 1998, ISBN 3-499-26440-4.
- The Second Angel. Orion Publ., London 1998, ISBN 0-7528-2622-0.
  - Der zweite Engel. Rowohlt, Reinbek 2003, ISBN 3-499-26420-X.
- The Shot. Orion Publ., London 2000, ISBN 0-7528-3386-3.
  - Der Tag X. Rowohlt, Reinbek 2000, ISBN 3-499-26441-2.
- Dark Matter. The Private Life of Sir Isaac Newton. Crown Publ., London 2002, ISBN 0-609-60981-5.
  - Newtons Schatten. Rowohlt, Reinbek 2004, ISBN 3-499-23732-6.
- Leverage. London 2004.
  - Der Coup. Rowohlt, Reinbek 2008, ISBN 978-3-499-23642-6 (EA Reinbek 2004)
  - Der Coup. Hörspiel. Christoph-Merian-Verlag, Basel 2008, ISBN 978-3-85616-391-4 (2 CDs).
- Hitler’s Peace. A novel of the Second World War. Putnam, London 2005, ISBN 0-399-15269-5.
  - Der Pakt. Wunderlich, Reinbek 2008, ISBN 978-3-499-24206-9 (EA Reinbek 2006).
- Prayer. Quercus Publishing, London 2013, ISBN 1-78206-573-3.
- The Winter Horses. 2014.
  - Winterpferde. rororo rotfuchs, Reinbek 2015, ISBN 978-3-499-21715-9.
- Research. Quercus Edition Ltd., 2014, ISBN 978-1-78206-578-4.
- The Most Frightening Story Ever Told. Alfred A. Knopf 2016, ISBN 978-0-553-52209-9.
  - Die schaurigste Geschichte der Welt. Rowohlt, Reinbek 2016, ISBN 978-3-499-21765-4.
- Friedrich der Große Detektiv. Rowohlt, Reinbek 2017, ISBN 978-3-499-21791-3.

### Als P. B. Kerr
Children of the Lamp – Zyklus (Die Kinder des Dschinn)
- Bd. 1 – The Akhenaten Adventure. Scholastic Press, London 2005, ISBN 0-439-95951-9.
  - Das Akhenaten Abenteuer. Rowohlt, Reinbek 2006, ISBN 3-499-21301-X (EA Reinbek 2004).
- Bd. 2 – The Blue Djinn of Babylon. Scholastic Press, London 2005, ISBN 0-439-95950-0.
  - Gefangen im Palast von Babylon. Übers.: Ulli und Herbert Günther, 4. Auflage. Rowohlt, Reinbek 2011, ISBN 978-3-499-21302-1.
- Bd. 3 – The Cobra King of Kathmandu. Scholastic Press, London 2006, ISBN 0-439-95958-6.
  - Das Rätsel der neunten Kobra. Rowohlt, Reinbek 2008, ISBN 978-3-499-21300-7 (EA Reinbek 2006).
- Bd. 4 – Day of the Djinn Warriors. Scholastic Press, London 2007, ISBN 978-1-4071-0476-8.
  - Entführt ins Reich der Dongxi. Rowohlt, Reinbek 2009, ISBN 978-3-499-21451-6 (EA Reinbek 2007).
- Bd. 5 – The Eye of the Forest. Scholastic Press, London 2009, ISBN 978-1-4071-0387-7.
  - Das dunkle Erbe der Inka. Rowohlt, Reinbek 2010, ISBN 978-3-499-21450-9.
- Bd. 6 – The Five Fakirs of Faizabad. Scholastic Press, London 2011, ISBN 978-1-4071-0506-2.
  - Der Spion im Himalaya. Rowohlt, Reinbek 2012, ISBN 978-3-499-21591-9 (EA Reinbek 2010).
- Bd. 7 – Grave robbers of Genghis Khan. Scholastic Press, London 2012, ISBN 978-1-4071-1764-5.
  - Die Kristalle des Khan. Rowohlt, Reinbek 2013, ISBN 978-3-499-21634-3.

Weitere Werke
- One Small Step. Simon & Schuster, London 2008, ISBN 978-1-84738-300-6.
  - Geheimmission Mond. Rowohlt, Reinbek 2011, ISBN 978-3-499-21501-8 (EA Reinbek 2009).
- 1984.4. Rowohlt, Hamburg 2021 (Posthum), ISBN 978-3-499-21857-6

### Film mit Philip Kerr
- 2017: Krimis und das Dritte Reich, Regie: Christoph Rüter, * Inhaltsangabe bei Christoph Rüter Filmproduktion